# Indice de potentialités bioclimatiques
Pour les articles homonymes, voir IPB.
L’indice de potentialités bioclimatiques (ou IPB) est une estimation formalisée par les biogéographes des ressources, d'un point de vue biologique, d'un site ou zone, se basant avant tout sur la disponibilité en eau du milieu, facteur déterminant de l'écopotentialité pour la flore, la faune et la fonge. 

## Histoire
Cet indice a été proposé par G.Houzard en 1980, pour les forêts principalement. Il sera ensuite complété par un Indice de biodiversité potentielle (IBP), à ne pas confondre avec la notion plus large d'écopotentialité.

## Mode de calcul
Houzard a établi, une échelle en 7 classes (très sec ; sec ; subsec ; déficient ; subhumide ; humide ; hyperhumide)  
avec 2 paramètres à prendre en compte pour les végétaux :
1. ETR : évapotranspiration réelle (quantité d’eau utilisée par la couverture végétale)
2. ETP : évapotranspiration potentielle (prenant en compte l’insolation théorique, réelle et de la moyenne thermique du mois considéré)